# Дискографія R.E.M.
Дискографія R.E.M., американського рок-гурту, заснованого в 1980 році, складається з п'ятнадцяти студійних альбомів, дванадцяти концертних альбомів, семи збірок, чотирьох мініальбомів і сорока двох синглів. Вони також випустили дев'ятнадцять відеоальбомів та тридцять вісім музичних відео.

## Студійні альбоми
| Рік  | Альбом                                                               | Найвищі позиції в чартах | Найвищі позиції в чартах | Найвищі позиції в чартах | Найвищі позиції в чартах | Найвищі позиції в чартах | Найвищі позиції в чартах | Найвищі позиції в чартах | Найвищі позиції в чартах | Найвищі позиції в чартах | Найвищі позиції в чартах | Найвищі позиції в чартах | Найвищі позиції в чартах | Найвищі позиції в чартах | Найвищі позиції в чартах | Найвищі позиції в чартах | Найвищі позиції в чартах | Найвищі позиції в чартах | Найвищі позиції в чартах | Найвищі позиції в чартах | Найвищі позиції в чартах | Сертифікації |
| Рік  | Альбом                                                               | AU                       | AT                       | BE                       | CA                       | CH                       | DE                       | ES                       | EU                       | FI                       | FR                       | HU                       | IE                       | IT                       | JP                       | NL                       | NO                       | NZ                       | SE                       | UK                       | US                       | Сертифікації |
| ---- | -------------------------------------------------------------------- | ------------------------ | ------------------------ | ------------------------ | ------------------------ | ------------------------ | ------------------------ | ------------------------ | ------------------------ | ------------------------ | ------------------------ | ------------------------ | ------------------------ | ------------------------ | ------------------------ | ------------------------ | ------------------------ | ------------------------ | ------------------------ | ------------------------ | ------------------------ | --- |
| 1983 | Murmur Деталі - Реліз: 14 квітня - Лейбл: EMI                        | —                        | —                        |                          | —                        | —                        | —                        | —                        | —                        | —                        | —                        | —                        | —                        | —                        | —                        | —                        | —                        | 47                       | —                        | 100                      | 178                      | Список - : Срібний - : Золотий |
| 1984 | Reckoning Деталі - Реліз: 2 лютого - Лейбл: EMI                      | —                        | —                        | —                        | —                        | —                        | —                        | —                        | —                        | —                        | —                        | —                        | —                        | —                        | —                        | —                        | —                        | 23                       | —                        | 91                       | 27                       | Список - : Золотий |
| 1985 | Fables of the Reconstruction Деталі - Реліз: 22 березня - Лейбл: EMI | —                        | —                        | —                        | 40                       | —                        | —                        | —                        | —                        | —                        | —                        | —                        | —                        | —                        | —                        | —                        | —                        | 29                       | —                        | 35                       | 28                       | Список - : Золотий |
| 1986 | Lifes Rich Pageant Деталі - Реліз: 16 травня - Лейбл: EMI            | 73                       | —                        |                          | 39                       | —                        | —                        | —                        | —                        | —                        | —                        | —                        | —                        | —                        | —                        | —                        | 17                       | 24                       | —                        | 43                       | 21                       | Список - : Платиновий - : Золотий |
| 1987 | Document Деталі - Реліз: 3 вересня - Лейбл: EMI                      | 47                       | —                        |                          | 13                       | —                        | —                        | —                        | —                        | 34                       | —                        | —                        | —                        | —                        | —                        | 47                       | —                        | 17                       | —                        | 28                       | 10                       | Список - : Платиновий - : Золотий - : Платиновий |
| 1988 | Green Деталі - Реліз: 29 вересня - Лейбл: EMI                        | 16                       | —                        |                          | 14                       | —                        | —                        | —                        | —                        | —                        | —                        | —                        | 80                       | —                        | —                        | —                        | —                        | 6                        | —                        | 27                       | 12                       | Список - : 2×Платиновий - : Золотий - : Золотий - : Платиновий - : 2×Платиновий |
| 1991 | Out of Time Деталі - Реліз: 11 квітня - Лейбл: EMI                   | 4                        | 1                        | —                        | 1                        | 3                        | 2                        | —                        | 1                        | 3                        | 1                        | 13                       | 10                       | 1                        | 71                       | 1                        | 4                        | 3                        | 7                        | 1                        | 1                        | Список - : 2×Платиновий - : Платиновий - : Золотий - : Золотий - : 7×Платиновий - : 2×Платиновий - : 2×Платиновий - : 5×Платиновий - : 2×Платиновий - : Золотий - : Золотий - : 5×Платиновий - : 4×Платиновий |
| 1992 | Automatic for the People Деталі - Реліз: 1 жовтня - Лейбл: EMI       | 2                        | 3                        | 1                        | 4                        | 3                        | 2                        | —                        | 2                        | 2                        | 9                        | 38                       |                          | 4                        | 27                       | 2                        | 4                        | 1                        | 7                        | 1                        | 2                        | Список - : 4×Платиновий - : 2×Платиновий - : Золотий - : 7×Платиновий - : 2×Платиновий - : 2×Платиновий - : 2×Платиновий - : Платиновий - : Платиновий - : 2×Платиновий - : 6×Платиновий - : 4×Платиновий     |
| 1994 | Monster Деталі - Реліз: 11 травня - Лейбл: EMI                       | 2                        | 1                        | 1                        | 1                        | 1                        | 2                        | 5                        | 1                        | 1                        | 11                       | 25                       | 1                        | 6                        | 19                       | 1                        | 2                        | 1                        | 1                        | 1                        | 1                        | Список - : Платиновий - : Платиновий - : 6×Платиновий - : Платиновий - : Платиновий - : Платиновий - : 2×Золотий - : Платиновий - : Платиновий - : 3×Платиновий - : 4×Платиновий                              |
| 1996 | New Adventures in Hi-Fi Деталі - Реліз: 2 жовтня - Лейбл: EMI        | 1                        | 1                        | 1                        | 1                        | 1                        | 1                        | —                        | —                        | 1                        | 6                        | 7                        | 50                       | 5                        | 26                       | 1                        | 1                        | 1                        | 1                        | 1                        | 2                        | Список - : Золотий - : Золотий - : 2×Платиновий - : Золотий - : Золотий - : Золотий - : Платиновий - : Золотий - : Золотий - : Платиновий                                                                     |
| 1998 | Up Деталі - Реліз: 23 березня - Лейбл: EMI                           | 5                        | 1                        | 4                        | 2                        | 7                        | 1                        | —                        | —                        | 10                       | 9                        | 35                       | 73                       | 2                        | 47                       | 16                       | 1                        | 8                        | 2                        | 2                        | 3                        | Список - : Золотий - : Золотий - : Золотий - : Золотий - : Золотий - : Золотий - : Золотий - : Платиновий - : Золотий                                                                                         |
| 2001 | Reveal Деталі - Реліз: 29 травня - Лейбл: EMI                        | 5                        | 1                        | 2                        | 4                        | 1                        | 1                        | 3                        | 1                        | 3                        | 4                        | 13                       | 1                        | 1                        | 20                       | 7                        | 1                        | 10                       | 2                        | 1                        | 6                        | Список - : Золотий - : Золотий - : Золотий - : Платиновий - : Золотий - : Золотий - : Золотий - : Платиновий - : Золотий                                                                                      |
| 2004 | Around the Sun Деталі - Реліз: 8 вересня - Лейбл: EMI                | 6                        | 1                        | 5                        | 7                        | 1                        | 1                        | 64                       | 1                        | 3                        | 9                        | 31                       | 1                        | 1                        | 28                       | 7                        | 1                        | 12                       | 1                        | 1                        | 13                       | Список - : Золотий - : Золотий - : Платиновий - : Золотий - : Золотий - : Золотий |
| 2008 | Accelerate Деталі - Реліз: 28 серпня - Лейбл: EMI                    | 13                       | 2                        | 1                        | 1                        | 1                        | 2                        | 7                        | 5                        | 10                       | 17                       | 10                       | 1                        | 2                        | 29                       | 2                        | 1                        | 5                        | 7                        | 1                        | 2                        | Список - : Золотий - : Платиновий - : Золотий - : Золотий |
| 2011 | Collapse into Now Деталі - Реліз: 16 серпня - Лейбл: EMI             | 15                       | 2                        | 5                        | 6                        | 1                        | 1                        | 3                        | 5                        | 17                       | 31                       | 18                       | 3                        | 6                        | 33                       | 8                        | 2                        | 10                       | 9                        | 5                        | 5                        | Список - : Золотий - : Срібний |

## Сингли

### 1990-ті
| Рік  | Сингл                                      | Позиція в чартах | Позиція в чартах | Позиція в чартах | Позиція в чартах | Позиція в чартах | Позиція в чартах | Позиція в чартах | Позиція в чартах | Позиція в чартах | Позиція в чартах | Позиція в чартах | Позиція в чартах | Позиція в чартах | Позиція в чартах | Позиція в чартах | Позиція в чартах | Позиція в чартах | Позиція в чартах | Позиція в чартах | Позиція в чартах | Сертификації                                  | Альбом                   |
| Рік  | Сингл                                      | AU               | AT               | BE               | CA               | CH               | DE               | ES               | FI               | FR               | IE               | IT               | NL               | JP               | NO               | NZ               | SE               | UK               | US               | US Alt.          | US Main          | Сертификації                                  | Альбом                   |
| ---- | ------------------------------------------ | ---------------- | ---------------- | ---------------- | ---------------- | ---------------- | ---------------- | ---------------- | ---------------- | ---------------- | ---------------- | ---------------- | ---------------- | ---------------- | ---------------- | ---------------- | ---------------- | ---------------- | ---------------- | ---------------- | ---------------- | --------------------------------------------- | ------------------------ |
| 1987 | «Losing My Religion»                       | 11               | 6                | 1                | —                | 11               | —                | —                | —                | —                | —                | —                | 1                | —                | 4                | 16               | 3                | 19               | 4                | 1                | 1                | Список - : Платиновий - : Срібний - : Золотий | Out of Time              |
| 1987 | «Shiny Happy People»                       | 19               | 14               | 8                | —                | —                | 10               | —                | —                | —                | —                | —                | 13               | —                | 10               | 29               | 14               | 6                | 10               | 3                | 8                |                                               | Out of Time              |
| 1988 | «Near Wild Heaven»                         | —                | —                | —                | —                | —                | 46               | —                | —                | —                | —                | —                | —                | —                | —                | —                | —                | 27               | —                | —                | —                |                                               | Out of Time              |
| 1988 | «Radio Song»                               | —                | —                | —                | —                | —                | —                | —                | —                | —                | —                | —                | —                | —                | —                | —                | —                | 28               | —                | —                | —                |                                               | Out of Time              |
| 1989 | «Drive»                                    | 34               | 11               | 13               | —                | —                | 13               | —                | —                | —                | —                | —                | —                | —                | —                | —                | 24               | 11               | 28               | 1                | 2                |                                               | Automatic for the People |
| 1989 | «Man on the Moon»                          | 39               | 24               | 20               | —                | —                | 34               | —                | —                | —                | —                | —                | —                | —                | —                | —                | —                | 18               | 30               | 2                | 4                |                                               | Automatic for the People |
| 1991 | «The Sidewinder Sleeps Tonite»             | —                | —                | 40               | —                | —                | 61               | —                | —                | —                | —                | —                | —                | —                | —                | —                | —                | 17               | —                | 24               | 28               |                                               | Automatic for the People |
| 1991 | «Everybody Hurts»                          | 6                | —                | 31               | —                | —                | —                | —                | —                | —                | —                | —                | —                | —                | —                | —                | —                | 7                | 29               | 21               | —                | Список - : Платиновий - : Срібний             | Automatic for the People |
| 1991 | «Nightswimming»                            | —                | —                | —                | —                | —                | 93               | —                | —                | —                | —                | —                | —                | —                | —                | —                | —                | 27               | —                | —                | —                |                                               | Automatic for the People |
| 1992 | «Find the River»                           | —                | —                | —                | —                | —                | —                | —                | —                | —                | —                | —                | —                | —                | —                | —                | —                | 54               | —                | —                | —                |                                               | Automatic for the People |
| 1992 | «What's the Frequency, Kenneth?»           | 24               | 21               | 19               | —                | —                | 74               | —                | —                | —                | —                | —                | —                | —                | —                | 4                | 21               | 9                | 21               | 1                | 2                |                                               | Monster                  |
| 1992 | «Bang and Blame»                           | 29               | —                | 22               | —                | —                | 74               | —                | —                | —                | —                | —                | —                | —                | —                | 17               | —                | 15               | 19               | 1                | 3                |                                               | Monster                  |
| 1993 | «Strange Currencies»                       | —                | —                | —                | —                | —                | —                | —                | —                | —                | —                | —                | —                | —                | —                | —                | —                | 9                | 47               | 14               | 8                |                                               | Monster                  |
| 1993 | «Crush with Eyeliner»                      | —                | —                | 45               | —                | —                | —                | —                | —                | —                | —                | —                | —                | —                | —                | —                | —                | 23               | —                | 33               | 20               |                                               | Monster                  |
| 1994 | «Tongue»                                   | —                | —                | —                | —                | —                | —                | —                | —                | —                | —                | —                | —                | —                | —                | —                | —                | 13               | —                | —                | —                |                                               | Monster                  |
| 1994 | «E-Bow the Letter»                         | 23               | 27               | 48               | —                | —                | 65               | —                | —                | —                | —                | —                | —                | —                | —                | 32               | 21               | 4                | 49               | 2                | 15               |                                               | New Adventures in Hi-Fi  |
| 1994 | «Bittersweet Me»                           | —                | —                | —                | —                | —                | 93               | —                | —                | —                | —                | —                | —                | —                | —                | —                | —                | 19               | 46               | 6                | 7                |                                               | New Adventures in Hi-Fi  |
| 1994 | «Electrolite»                              | —                | —                | 19               | —                | —                | 83               | —                | —                | —                | —                | —                | —                | —                | —                | —                | —                | 29               | 96               | —                | —                |                                               | New Adventures in Hi-Fi  |
| 1994 | «How the West Was Won and Where It Got Us» | —                | —                | —                | —                | —                | —                | —                | —                | —                | —                | —                | —                | —                | —                | —                | —                | —                | —                | —                | —                |                                               | New Adventures in Hi-Fi  |
| 1993 | «Daysleeper»                               | —                | 17               | 9                | —                | —                | 57               | —                | —                | —                | —                | —                | —                | —                | —                | 18               | 46               | 6                | 57               | 18               | 30               |                                               | Up                       |
| 1993 | «Lotus»                                    | —                | —                | 18               | —                | —                | —                | —                | —                | —                | —                | —                | —                | —                | —                | 50               | 60               | 26               | —                | 31               | 31               |                                               | Up                       |
| 1994 | «At My Most Beautiful»                     | —                | —                | —                | —                | —                | —                | —                | —                | —                | —                | —                | —                | —                | —                | —                | —                | 10               | —                | —                | —                |                                               | Up                       |
| 1994 | «Suspicion»                                | —                | —                | —                | —                | —                | —                | —                | —                | —                | —                | —                | —                | —                | —                | —                | —                | —                | —                | —                | —                |                                               | Up                       |
| 1994 | «The Great Beyond»                         | 25               | —                | —                | —                | —                | 56               | —                | —                | —                | —                | —                | —                | —                | —                | —                | 52               | 3                | 57               | 11               | 33               |                                               | Man on the Moon          |